# NGC 357
NGC 357 este o galaxie lenticulară, posibil spirală, situată în constelația Balena. A fost descoperită în 10 septembrie 1785 de către William Herschel. De asemenea, a fost observată încă o dată în 2 ianuarie 1827 de către John Herschel.